# Coripia fortisculpta
Coripia fortisculpta is een tweekleppigensoort uit de familie van de Carditidae. De wetenschappelijke naam van de soort is voor het eerst geldig gepubliceerd in 1964 door Barnard.